# The Phantom Foe

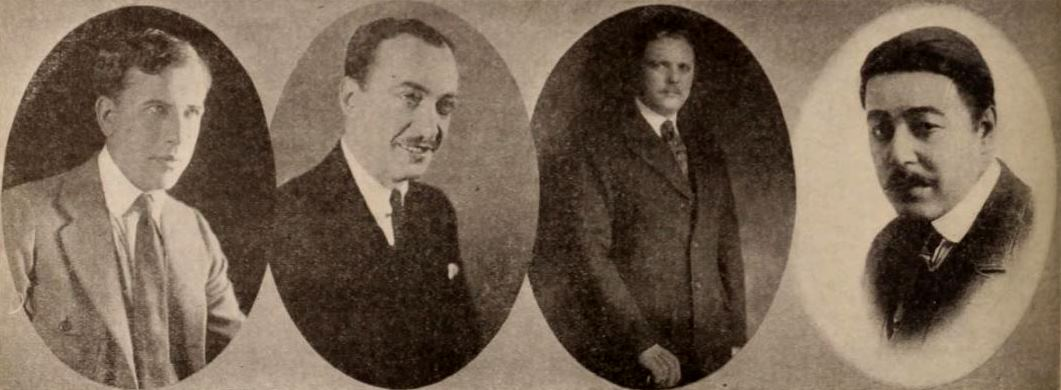
Produção e elenco do seriado The Phantom Foe (1920) (sob o título de trabalho The Mad Malon) apresentando da esquerda para direita o produtor e roteirista George B. Seitz, depois Wallace McCutcheon Jr., William Bailey e Warner Oland, na pg 42 de 7 de fevereiro de 1920, Exhibitors Herald.

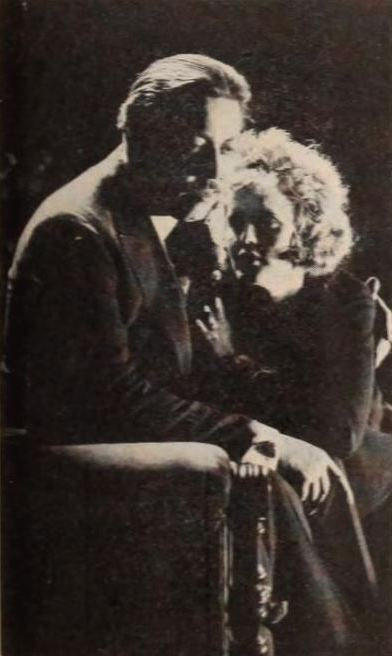
Cena do seriado The Phantom Foe (1920) com Warner Oland e Juanita Hansen, p. 89 de 23 de outubro de 1920, Exhibitors Herald

The Phantom Foe é um seriado estadunidense de 1920, gênero aventura, dirigido por Bertram Millhauser, em 15 capítulos, estrelado por Warner Oland e Juanita Hansen. Produzido pela George B. Seitz Productions e distribuído pela Pathé Exchange e Astra Films, veiculou nos cinemas estadunidenses a partir de 11 de outubro de 1920.
Existem cópias do seriado no International Museum of Photography and Film da George Eastman House (14 dos 15 episódios) e na Biblioteca do Congresso (um episódio).

## Elenco
- Warner Oland - Tio Lew Selkirk
- Juanita Hansen - Janet Dale
- Wallace McCutcheon Jr. - Steve Roycroft
- William Bailey - Bob Royal (creditado William Norton Bailey)
- Nina Cassavant - Esther, Janet's Cousin
- Tom Goodwin - Jeremiah Dale (creditado Thomas Goodwin)
- Harry Semels - The Phantom Foe
- Joe Cuny - Andre Renoir
- Al Franklin Thomas

## Capítulos
1. Doom
2. Disappearance of Janet Dale
3. Trail of the Wolf
4. The Open Window
5. The Tower Room
6. The Crystal Ball
7. Gun Fire
8. The Man Trap
9. The Mystic Summons
10. The Foe Unmasked
11. Through Prison Walls
12. Behind the Veil
13. Attack at the Inn
14. Confession
15. Retribution